# 모완일
모완일(1976년 ~ )은 KBS 드라마본부의 프로듀서이다.

## 학력
- 서울대학교 언론정보학과 학사

## 경력
- KBS 드라마본부 프로듀서
- JTBC 프로듀서 (2016 ~ 2021)
- 스튜디오플로우 프로듀서 (2021 ~ 현재 )

## 연출 작품
- 2004년 ~ 2005년 KBS1 저녁 일일연속극 《금쪽같은 내새끼》 ... 조연출
- 2005년 KBS2 HD 수목드라마 《부활》 ... 조연출
- 2006년 KBS2 HD 수목드라마 《굿바이 솔로》 ... 조연출
- 2007년 KBS1 HD TV문학관 《난장이가 쏘아올린 작은 공》 ... 조연출
- 2010년 ~ 2011년 KBS1 저녁 일일드라마 《웃어라 동해야》 ... 공동연출
- 2011년 KBS2 단막극 《KBS 드라마 스페셜 - 동일범》 ... 연출
- 2011년 KBS2 단막극 《KBS 드라마 스페셜 - 이중주》 ... 연출
- 2012년 KBS2 월화드라마 《드림하이 2》 ... 공동연출
- 2012년 KBS2 월화드라마 《빅》 ... 프로듀서
- 2013년 KBS2 단막극 《KBS 드라마 스페셜 연작시리즈 - 시리우스》 ... 연출
- 2013년 KBS2 주말연속극 《최고다 이순신》 ... 프로듀서
- 2014년 ~ 2015년 KBS2 월화드라마 《힐러》 ... 프로듀서
- 2016년 KBS2 월화드라마 《뷰티풀 마인드》 ... 공동연출
- 2018년 JTBC 금토드라마 《미스티》 ... 연출
- 2020년 JTBC 금토드라마 《부부의 세계》 ... 공동연출
- 2024년 넷플릭스 《아무도 없는 숲속에서》 ... 연출
- 2025년 미정 《내부자들(가제)》 ... 연출 및 각본

## 수상 및 후보
| 연도 | 시상식                   | 부문                | 작품        | 결과 |
| ---- | ------------------------ | ------------------- | ----------- | ---- |
| 2018 | 제54회 백상예술대상      | TV부문 연출상       | 미스티      | 후보 |
| 2020 | 제56회 백상예술대상      | TV부문 연출상       | 부부의 세계 | 수상 |
| 2020 | 제2회 아시아콘텐츠어워즈 | 베스트 크리에이티브 | 부부의 세계 | 수상 |